# Pelochelys
Pelochelys es un género de tortugas de caparazón blando de la familia Trionychidae.

## Especies
Se consideran tres especies dentro de este género:
- Pelochelys briboni
- Pelochelys cantorii
- Pelochelys signifera

Todas ellas se distribuyen entre las costas orientales de la India y las islas de Papúa Nueva Guinea